# سنا العلوی
سنا العلوی (عربی: سناء العلوي؛ زادهٔ ۲۹ آوریل ۱۹۸۷) بازیگر اهل مراکش است. وی از سال ۲۰۰۲ میلادی تاکنون مشغول فعالیت بوده‌است.
از فیلم‌ها یا برنامه‌های تلویزیونی که وی در آنها نقش داشته‌است می‌توان به سیاه، عملیات دریای سرخ اشاره کرد.